# Gilberto Gil

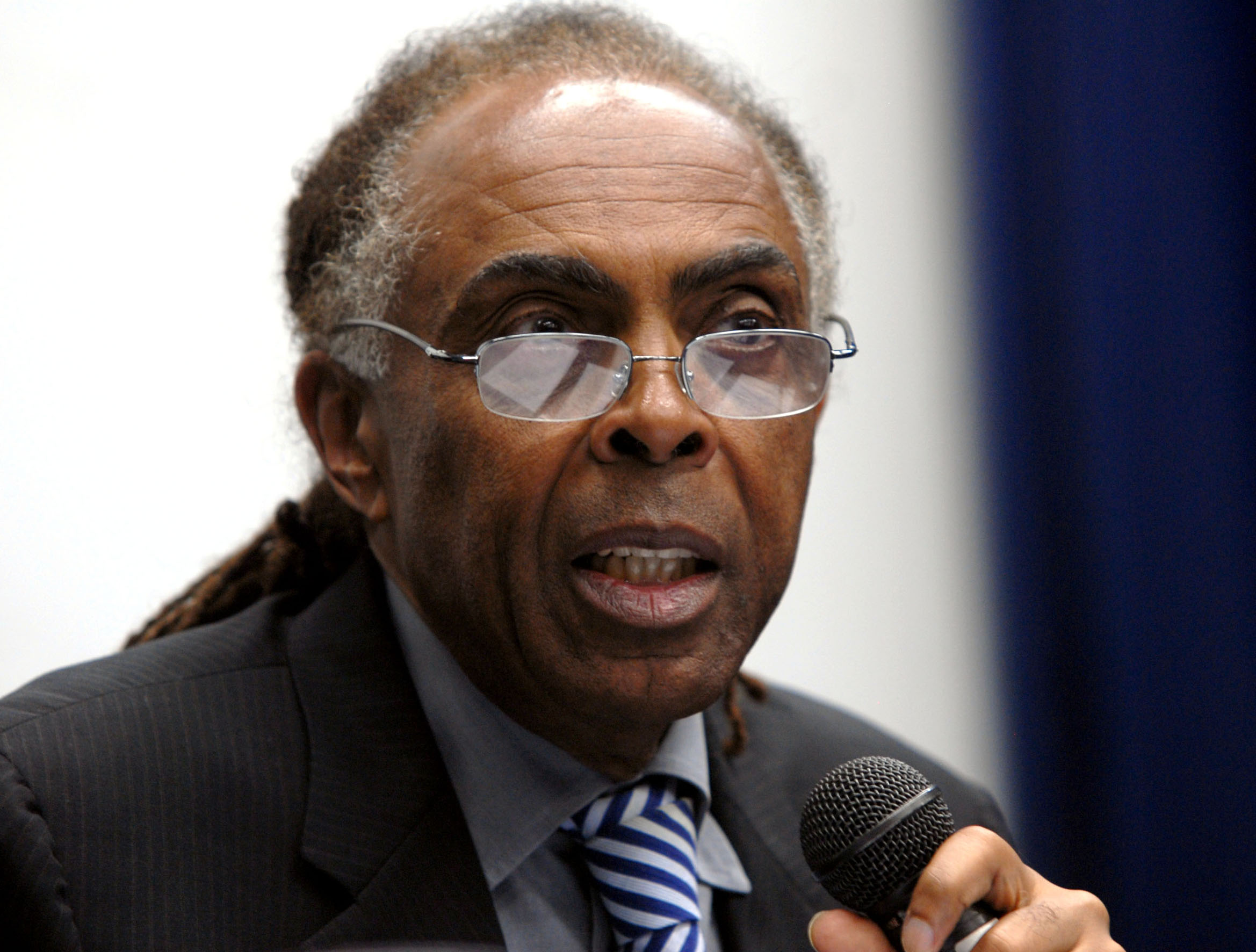
Gilberto Gil, 2007

Gilberto Gil (* 26. Juni 1942 in Salvador da Bahia als Gilberto Passos Gil Moreira) ist ein brasilianischer Musiker und Politiker (Partido Verde). Gil ist neben Caetano Veloso einer der Begründer des Tropicalismo. Von 2003 bis 2008 war er der erste schwarze Kulturminister Brasiliens.

## Leben

### Jugend
Seine frühe Kindheit verbrachte Gil im Sertão, dem nordostbrasilianischen Hinterland. Sein Vater hatte als Arzt genug Geld, um sich damals dort, im Dorf Ituaçu, eins der wenigen Radios zu leisten. Als Gil acht Jahre alt war, zog die Familie zurück nach Salvador, wo er eine Maristenschule besuchte.

### Musik
Seine ersten Kontakte zur Musik hatte Gil über das Radio seines Vaters. In Ituaçu kam er auch in Berührung mit den damals populären Musikformen, besonders den Akkordeonspielern und Troubadouren. Von seiner Mutter bekam Gil mit zehn Jahren dann auch ein Akkordeon geschenkt, um auf einer Akkordeonschule das Instrument zu erlernen.
In seiner Jugend kam Bossa Nova in Mode und Gil lernte auch Gitarre spielen. In den 60ern wurde er dann mit seinem Altersgenossen Caetano Veloso Protagonist der Tropicalismo-Bewegung, welche radikal innovativ Bossa Nova mit internationaler Rock- und Popmusik verband und die Zustände im damaligen Brasilien scharf kritisierte.
Die Militärdiktatur unterdrückte die Bewegung und Gilberto Gil wie Caetano Veloso mussten das Land verlassen. Gil verbrachte zwei Jahre in London.
1972, nach seiner Rückkehr nach Brasilien, nahm er eine Trilogie von Alben auf, in denen er zu den Wurzeln brasilianischer Musik zurückkehrte und sie mit Pop mischte. Die drei Alben sind Expresso 2222, das 1975 zusammen mit Jorge Ben aufgenommene Gil Jorge und das mit den bahianischen Musikerkollegen Caetano Veloso, Gal Costa und Maria Bethânia gestaltete Os Doces Bárbaros (Die süßen Barbaren).

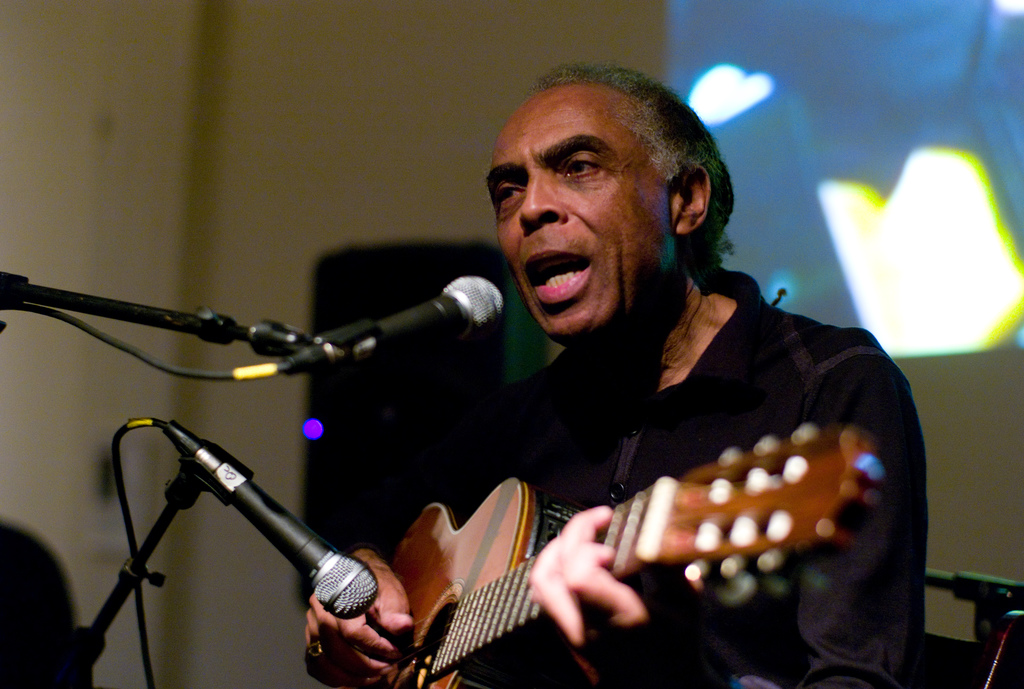
Gilberto Gil, 2007

Es folgte seine so genannte konzeptuelle Trilogie: Refazenda, das die Musik des ländlichen Raumes Brasiliens erforscht; Refavela, welches die afrikanische Seite Brasiliens aufzeigt und auf die Wurzeln aus Nigeria, Bahia und Rio zurückgeht; sowie Realce, das Disko- und Popmusik integriert.
In den frühen 1990ern kamen Parabolicamará, ein Konzert für 80.000 Zuseher an der Copacabana, und Tropicália 2, zum 25. Jubiläum der Tropicalismo-Bewegung, heraus. Das Album Quanta Gente Veio Ver, die Live-Version von Quanta, wurde mit dem Grammy für die beste Weltmusik geehrt.
Ab 1978 trat er immer wieder am Montreux Jazz Festival auf, wo er auch Konzerte mit Airto Moreira, Jimmy Cliff und 2013 mit Caetano Veloso gab. Die aufgenommenen Konzerte sind Teil des Nachlasses zum Montreux Jazz Festival, der 2013 ins Weltdokumentenerbe der UNESCO aufgenommen wurde.
Gil hat mit vielen brasilianischen und internationalen Künstlern zusammengearbeitet, darunter João Gilberto, Stevie Wonder oder Jimmy Cliff.
Sein Album Kaya N'Gan Daya wurde in Jamaika aufgenommen und vermischt brasilianische Musik mit Reggae. Es ist eine Hommage an Bob Marley, eines seiner großen Idole.
2002 bezeichnete Prince die beiden Stücke No Dia em que Eu Vim-Me Embora (1968) und Se Eu Quiser Falar Com Deus (1980) als zwei von 55 Songs, die ihn musikalisch inspiriert haben. Im Jahr 2005 erhielt Gilberto Gil den Polar Music Prize, der als inoffizieller Nobelpreis für Musik angesehen wird.

### Politik

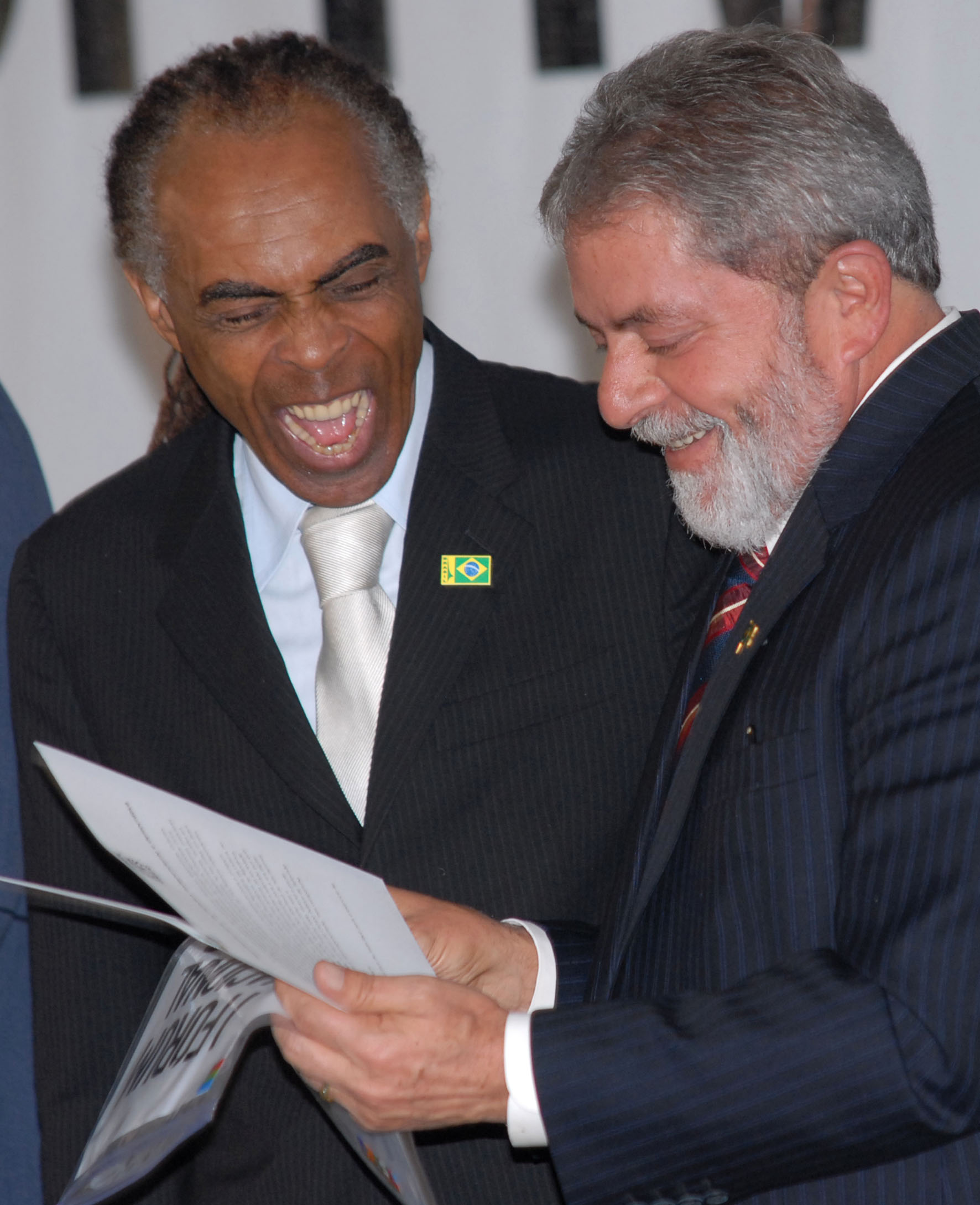
Gil und Lula da Silva, 2007

Parallel zu seiner künstlerischen Laufbahn ist Gilberto Gil auch bereits seit langer Zeit politisch engagiert. Im Jahr 1987 wurde er zum Kulturbeauftragten seiner Heimatstadt Salvador ernannt und kämpfte für die Erhaltung des historischen Erbes der Stadt. In dieser Funktion gründete er auch die Onda Azul (Blaue Welle), deren Ziel es ist, eine lebenswerte Umwelt zu erhalten und Umweltbewusstsein zu fördern. Er war 1988 in den Partido do Movimento Democrático Brasileiro (PMDB) eingetreten, wurde für diesen zum Stadtrat in Salvador gewählt worden, wechselte aber am 21. März 1990 zur Grünen Partei.
Vom 1. Januar 2003 bis zum Juli 2008 war Gilberto Gil Kulturminister in der Regierung von Lula da Silva. Gil förderte in dieser Funktion unter anderem Open-Source-Projekte. In seinen letzten Jahren als Berufspolitiker geriet seine Amtsführung zunehmend in die Kritik, es wurde ihm unter anderem ein zu nachlässiges Verhältnis zu Geschäftsfreunden oder Mafia-Bossen vorgeworfen.

## Ehrungen
- 1990: Ritter des Ordre des Arts et des Lettres
- 1995: Komtur des Ordens von Rio Branco
- 1997: Ordre national du Mérite
- 2003: Großkreuz des Ordens des Infanten Dom Henrique[3]
- 2003: Großkreuz des norwegischen Verdienstordens
- 2005: Großoffizier der Ehrenlegion
- 2021: Aufnahme in die Academia Brasileira de Letras[4]

Zu seinen musikalischen Ehrungen gehören: 1999 Grammy Award for Best World Music Album für Quanta Live, 2001 Latin Grammy für As Canções De Eu, Tu, Eles und 2002 für São João Vivo, 2005 Grammy Award for Best Contemporary World Music Album für Eletrácustico.

## Diskografie

### Alben
- 1967: Louvação
- 1968: Gilberto Gil (Frevo Rasgado)
- 1969: Gilberto Gil (Cérebro Eletrônico)
- 1971: Gilberto Gil (Nega)
- 1972: Barra 69: Caetano E Gil Ao Vivo Na Bahia
- 1972: Expresso 2222
- 1974: Gilberto Gil Ao Vivo
- 1975: Refazenda
- 1977: Refavela
- 1978: Gilberto Gil Ao Vivo Em Montreux
- 1978: Refestança
- 1979: Nightingale
- 1979: Realce
- 1981: Brasil
- 1981: Luar (A Gente Precisa Ver o Luar)
- 1981: Um Banda Um
- 1983: Extra (WEA Latina)
- 1984: Quilombo (Trilha Sonora)
- 1984: Raça Humana
- 1985: Dia Dorim Noite Neon
- 1987: Gilberto Gil Em Concerto
- 1987: Soy Loco Por Ti America
- 1987: Trem Para As Estrelas (Trilha Sonora)
- 1988: Ao Vivo Em Tóquio (Live in Tokyo)
- 1989: O Eterno Deus Mu Dança
- 1991: Parabolic
- 1994: Acoustic (BR: Platin)
- 1995: Esoterico: Live in USA 1994
- 1995: Oriente: Live in Tokyo
- 1996: Em Concerto
- 1996: Luar
- 1997: Indigo Blue
- 1997: Quanta (BR: Gold)
- 1998: Ao Vivo Em Tóquio (Live in Tokyo) (Braziloid)
- 1998: Copacabana Mon Amour
- 1998: O Sol de Oslo
- 1998: O Viramundo (Ao Vivo)
- 1998: Quanta Live
- 2000: Eu, Tu, Eles (BR: Platin)
- 2001: Milton and Gil (BR: Gold)
- 2001: São João Vivo (BR: Gold)
- 2002: Kaya N’Gan Daya (BR: Gold)
- 2002: Quanta Live
- 2002: Z: 300 Anos de Zumbi
- 2004: Eletrácustico (BR: Gold)
- 2005: Ao Vivo
- 2005: As Canções de "Eu Tu Eles" (Filmmusik)
- 2005: Soul of Brazil
- 2006: Gil Luminoso
- 2006: Rhythms of Bahia
- 2008: Banda Larga Cordel
- 2009: Bandadois
- 2010: Fé na festa
- 2018: Ok Ok Ok

### Lieder
- 2023: Sítio do Picapau Amarelo (mit Galinha Pintadinha & Flor Gil, BR: ×2Doppelplatin )

### Videoalben
- 1994: Acústico MTV (BR: Platin)
- 2002: Kaya N’Gan Daya (BR: Platin)
- 2004: Eletrácustico (BR: Gold)

## Auszeichnungen für Musikverkäufe
| Platin-Schallplatte - Argentinien - 2004: für das Videoalbum Kaya N’Gan Daya |

| Land/RegionAuszeichnungen für Musikverkäufe (Land/Region, Auszeichnungen, Verkäufe, Quellen) | Gold     | Platin     | Verkäufe  | Quellen             |
| -------------------------------------------------------------------------------------------- | -------- | ---------- | --------- | ------------------- |
| Argentinien (CAPIF)                                                                          | —        | Platin1    | 8.000     | capif.org.ar        |
| Brasilien (PMB)                                                                              | 6× Gold6 | 6× Platin6 | 1.235.000 | pro-musicabr.org.br |
| Insgesamt                                                                                    | 6× Gold6 | 7× Platin7 |           |                     |

## Film
- Eine musikalische Reise mit Gilberto Gil – Viramundo. (Alternativtitel: Viramundo: Uma Viagem Musical com Gilberto Gil.) Dokumentarfilm, Frankreich, Schweiz, 2013, Kino: 93 Min., Fernsehen: 88:05 Min., Buch: Emmanuel Gétaz und Pierre-Yves Borgeaud, Regie: Pierre-Yves Borgeaud, Produktion: Dreampixies, Urban Factory, RTS Radio Télévision Suisse, SRG SSR, Momentum Production, Filmpremiere: 20. April 2013 beim Visions du Réel Film Festival, deutsche Erstsendung: 24. Mai 2015 bei arte, Inhaltsangabe von arte, Filmseite mit Filmausschnitten.